# Anna Mahler
Anna Mahler (Bécs, 1904. június 15. – London, 1988. június 3.) osztrák festő, szobrász.

## Családja
Gustav Mahler zeneszerző, karmester és Alma Maria Mahler-Werfel író, zeneszerző gyermeke volt. Híres szülei inkább beárnyékolták pályafutását, akiknek az ismertségével nem tudott vetekedni.

## Életpályája
Kezdetben Rómában tanult festészetet Giorgio de Chiriconál, majd az 1930-as években szobrászatot Fritz Wotrubánál. Művészete főleg szobrászként jelentős. Számos művész és politikus mellszobrát készítette el. Több házasságot kötött; férjei között volt Paul Zsolnay kiadótulajdonos (Franz Werfel kiadója) és Ernst Krenek zeneszerző. 1937-ben megnyerte a párizsi világkiállítás nagydíját (Grand Prix) egy női aktszobrával. 1938-ban a nácizmus elől emigrált az Amerikai Egyesült Államokon át akkori férjével, Albrecht Joseph-fel Nagy-Britanniába, ahol haláláig élt.

## Művei

### Mellszobrok bronzból
- Arnold Schönberg
- Alban Berg
- Artur Schnabel
- Otto Klemperer
- Bruno Walter
- Rudolf Serkin